# Барон Люк
Барон Люк из Павенхема в графстве Бедфордшир — наследственный титул в системе Пэрства Соединённого королевства. Он был создан 9 июля 1929 года для британского бизнесмена Джорджа Лоусона Джонстона (1873—1943). Он был вторым сыном Джона Лоусона Джонстона (1839—1900), основателя Bovril Ltd.
По состоянию на 2024 год носителем титула являлся правнук первого барона, Иэн Джеймс Сент-Джон Лоусон Джонстон, 4-й барон Люк (род. 1963), который наследовал своему отцу в том же 2015 году. Его отец, Артур Чарльз Сент-Джон Лоусон Джонстон, 3-й барон Люк (1933—2015), был одним из девяноста избранных наследственных пэров, которые остались в Палате лордов после принятия Акта Палаты лордов 1999 года. Лорд Люк сидел на скамьях консерваторов, пока после реформы 2014 года не получил отставку в 2015 году.

## Бароны Люк (1929)
- 1929—1943: Джордж Лоусон Джонстон, 1-й барон Люк (9 сентября 1873 — 23 февраля 1943), второй сын Джона Лоусона Джонстона (1839—1900). Лорд-лейтенант Бедфордшира (1936—1943)[1];
- 1943—1996: Иэн Сент-Джон Лоусон Джонстон, 2-й барон Люк (7 июня 1905 — 25 мая 1996), старший сын предыдущего[2];
- 1996—2015: Артур Чарльз Сент-Джон Лоусон Джонстон, 3-й барон Люк (13 января 1933 — 2 октября 2015), старший сын предыдущего[3];
- 2015 — настоящее время: Иэн Джеймс Сент-Джон Лоусон Джонстон, 4-й барон Люк (род. 3 октября 1963), единственный сын предыдущего от первого брака[4];
  - Наследник титула: достопочтенный Сэмюэл Артур Сент-Джон Лоусон Джонстон (род. 12 октября 2000), старший сын предыдущего[5].